# Anaïd Donabédian-Demopoulos
Anaïd Donabédian-Demopoulos, née le 18 avril 1962 à Lyon, est une linguiste française d'origine arménienne. Spécialiste de la langue arménienne, elle est depuis 1991 titulaire de la chaire d'arménien de l'École des langues orientales.

## Biographie
Anaïd Donabédian est née le 18 avril 1962 à Lyon.
En 1987, elle obtient l'agrégation de russe.
En 1991, elle soutient à l'Université Sorbonne-Nouvelle sa thèse intitulée L'article dans l'économie des catégories nominales en arménien moderne occidental sous la direction de Claude Hagège. La même année, elle est nommée titulaire de la chaire d'arménien de l'École des langues orientales.
En 2000, elle est habilitée à diriger les recherches à l'INALCO.

## Décoration
- Chevalier de la Légion d'honneur le 18 avril 2014[4]

## Publications
- (fr + ru) De Saint-Pétersbourg à Leningrad, Centre régional de documentation pédagogique d'Orléans, 1990, 78 p. (ISBN 978-2-86630-052-4, lire en ligne)
- avec Victoria Khurshudyan et Siranush Dvoyan (dir.), Krikor Beledian et la littérature arménienne contemporaine, Paris, Presses de l'INALCO, coll. « EuropeS », 2021, 412 p. (ISBN 978-2858313822, lire en ligne)

### Traductions
- Levon Shant, L'Enchaîné, Éditions L'espace d'un instant, 2003, 147 p. (ISBN 978-2915037036)
- (fr + hy) Vahram Martirosyan, L'Imbécile [« Հիմար մարդը »], L'Asiathèque,‎ 2010, 144 p. (ISBN 978-2360570119)
- Gagik Ghazareh, Remontée, Éditions L'Espace d'un instant, 2013, 75 p. (ISBN 978-2-915037-77-7)
- (hyw) Jean-Jacques Sempé et René Goscinny, Փոքրիկ Նիկոլը արեւմտահայերէն [« Le Petit Nicolas en arménien occidental »], IMAV Éditions, coll. « Langues de France »,‎ 2015, 142 p. (ISBN 978-2-915732-818, présentation en ligne)

### Autres
- avec Anke Al-Bataineh, L’arménien occidental en France : Dynamiques actuelles (Rapport de recherche remis à la Direction Générale à la Langue Française et aux Langues de France (Ministère de la Culture, DGLF-LF) et à la Fondation Calouste Gulbenkian (Lisbonne-Portugal), département Communautés arméniennes), Paris, Institut National des Langues et Civilisations Orientales (Inalco) et Institut de Recherche pour le Développement (IRD), 2014, 118 p. (lire en ligne [PDF])